# وست مالینگ
longitudeوست مالینگlatitudeوست مالینگ
وست مالینگ (به انگلیسی: West Malling) یک شهرک در بریتانیا است که در انگلستان واقع شده‌است.